# Grytnäs
Grytnäs is een dorp binnen de Zweedse gemeente Kalix.
Grytnäs ligt samen met Rolfs op de zuidoever van de Kalixälven. Voorheen was het een dorp, thans staat het bekend als villawijk van het aan de overzijde van de rivier liggende Kalix. Het dorp stond bekend als overnachtingplaats vanaf 1815. Vanuit Grytnäs werd handel gedreven met het gehele gebied rond de Botnische Golf en Oostzee, maar ook daar buiten. Vanuit Grytnäs is Risögrund gesticht, men bouwde daar een scheepswerf.
Bestuurscentrum: Kalix (tätort)
Tätort: Båtskärsnäs · Bredviken · Gammelgården · Karlsborg · Morjärv · Nyborg · Påläng · Risögrund · Rolfs · Sangis · Töre
Småort: Åkroken · Björkfors · Börjelsbyn · Granholmen · Innanbäcken · Innanlandet · Kälsjärv · Lappbäcken · Målson · Månsbyn · Ryssbält · Siknäs · Storön · Stråkanäs · Sören · Vallen · Vånafjärden
Overig: Björkvattnet · Bjumisträsk · Bondersbyn · Brattlandet · Empoberget · Forsbyn · Granån · Grubbnäsudden · Grytnäs · Hällfors · Holmträsk · Hömyrfors · Kamlunge · Klinten · Korpikå · Långfors · Lantjärv · Marieberg · Moån · Östanfjärden · Östra Flakaträsk · Östra Granträsk · Övermorjärv · Räktjärv · Rian · Småkvarn · Sockenträsk · Stora Lappträsk · Storsien · Tjäruträsk · Törböle · Törefors · Västannäs · Västra Flakaträsk · Vitvattnet ·